# 7886 Redman
7886 Redman este un asteroid din centura principală de asteroizi.

## Descriere
7886 Redman este un asteroid din centura principală de asteroizi. A fost descoperit pe 12 august 1993 la Victoria de David D. Balam. Asteroidul prezintă o orbită caracterizată de o semiaxă mare de 2,38 ua, o excentricitate de 0,10 și o înclinație de 3,9° în raport cu ecliptica.